# Mongolian Radio Sport Federation
Die Mongolian Radio Sport Federation (MRSF), mongolisch Монголын Радио Спортын холбоо Mongolyn Radio Sportyn Kholboo, deutsch „mongolischer Amateurfunkverband“, wörtlich „mongolischer Funksportverband“, ist eine nationale Vereinigung der Funkamateure in der Mongolei.

## Geschichte
Der Funksport in der Mongolei begann am 15. April 1958 mit Gründung des zentralen Radioclubs (Радио төв клуб, Radio töv klub), eines Vorläufers des MRSF, unter der Schirmherrschaft der mongolischen Streitkräfte. Hauptziel war, Funker für die mongolische Armee auszubilden. Seitdem fördert er die Funktechnik im Lande und entwickelt neue Arten des Funksports. Im November 1958 nahmen mongolische Funksportler zum ersten Mal am internationalen Schnellfunkwettbewerb der sozialistischen Länder teil. Ein Jahr später fand ein entsprechender Wettbewerb in der mongolischen Hauptstadt Ulaanbaatar statt. Im Jahr 1960 ging die Klubstation auf Kurzwelle unter dem Rufzeichen JT1KAA zum ersten Mal auf Sendung.  
Die MRSF wurde 1967 als eine Nichtregierungsorganisation gegründet. Im Jahr 1971, anlässlich des 50. Jahrestages der Unabhängigkeit von China (13. März 1921) und Gründung der Mongolischen Volksrepublik, wurde im Lande der erste internationale Kurzwellenwettbewerb für die sozialistischen Länder durchgeführt. In den 1970er Jahren kam das Amateurfunkpeilen als neue Sportart auf. In den 1980er Jahren gab es weitere Entwicklungen und die Ausstattung des Zentralen Sportvereins mit Funkgeräten wurde dramatisch verbessert.
Bis heute hat sich der Amateurfunk und der damit verbundene Funksport in der Mongolei zu einem beliebten Hobby entwickelt, aber auch zu einem Funkdienst, der in Zeiten der Not oder im Katastrophenfall mit seinen besonderen Fähigkeiten unterstützen und helfen kann. Die mongolischen Funkamateure fassen sich als Teil einer weltweiten Gemeinschaft von Gleichgesinnten auf und setzen sich für ein friedliches Zusammenleben aller ein.
Die MRSF ist Mitglied in der International Amateur Radio Union (IARU Region 1), der internationalen Vereinigung von Amateurfunkverbänden, und vertritt dort die Interessen der Funkamateure des Landes.
Anfang 2008 gab die Mongolian Amateur Radio Society (MARS), ein neuer mongolischer Amateurfunkverband, bei der IARU an, sie sei Rechtsnachfolgerin der MRSF und diese habe sich von MRSF in MARS umbenannt. Dies wurde von der IARU zunächst so zu Protokoll genommen. Später stellte sich jedoch heraus, dass die MRSF diese Namensänderung nicht autorisiert hatte. Offenbar hatte sich die MARS unabhängig von der MRSF gebildet. Deshalb ist weiterhin die MRSF – und nicht die MARS – Mitglied der IARU.